# Кейптаун Спёрс
«Кейптаун Спёрс» (англ. Cape Town Spurs) — южноафриканский футбольный клуб из Кейптауна. Образован в 1999 году как «Аякс» Кейптаун путём слияния двух команд — «Севен Старз» и «Кейптаун Сперс». В 2020 году клуб сменил название на «Кейптаун Спёрс» после выкупа части франшизы у амстердамского «Аякса».
Выступает в Первом дивизионе ЮАР, выбыв по итогам сезона 2017/18 из Премьер-лиги страны. Домашние матчи проводит на стадионе «Кейптаун», вмещающем 55 000 зрителей.

## История
Свою историю клуб начал в октябре 1998 года после слияния двух команд — «Севен Старз» и «Шпоры». Роб Мур, председатель и владелец футбольного клуба «Севен Старз» отправился в Амстердам, чтобы завершить сделку по трансферу Бенни Маккарти из «Севен Старз» в «Аякс». Во время завершающей стадии переговоров совет амстердамского клуба заявил, что они хотели бы иметь футбольную академию в Южной Африке, где они бы могли воспитывать игроков такого же уровня, как Бенни Маккарти. Роб Мур вернулся в Кейптаун, где ему было поручено начать создание академии.
После тщательного рассмотрения Роб Мур пригласил Джона Комитиса (президент футбольного клуба «Шпоры» Кейптаун) присоединиться к этому процессу. Так и родился футбольный клуб «Аякс» из города Кейптаун. Создание футбольного клуба «Аякс» вызвало недовольство у местных футбольных структур. Мур и Комитис столкнулись с противодействием со стороны Национальной футбольной лиги, а также местного Совета. Несмотря на это, «Аякс» сыграл свой первый официальный матч против «Кайзер чифс» 17 июля 1999 года.
В настоящее время[какое?] в академии клуба занимается более 8 тысяч детей.

### «Кейптаун Спёрс»
28 сентября 2020 года было объявлено, что компания Cape Town Stars, которая владела 49% франшизы, достигла соглашения с амстердамским «Аяксом» о приобретении 51% доли франшизы с 1 октября 2020 года. Cape Town Stars получил полный контроль над клубом и подал заявку о переименовании франшизы в «Кейптаун Спёрс». 9 октября новым главным тренером клуба был назначен 54-летний серб Владислав Херич, а его ассистентом стал 43-летний Иэн Тейлор.

## Достижения
- Вице-чемпион Премьер-лиги ЮАР (с 1996 года) (3):
  - 2003/04, 2007/08, 2010/11
- Обладатель Кубка Лиги ЮАР (2):
  - 2000, 2008
- Обладатель Кубка ЮАР (1):
  - 2007
- Обладатель Кубка Восьми (1):
  - 2015